# Curling-Juniorenweltmeisterschaft 2012
Die Curling-Juniorenweltmeisterschaft 2012 wurde vom 3. bis 11. März im schwedischen Östersund ausgetragen.

## Männer

### Teilnehmer
| Land                | Fourth               | Third                   | Second              | Lead          | Alternate                |
| ------------------- | -------------------- | ----------------------- | ------------------- | ------------- | ------------------------ |
| Volksrepublik China | Ma Xiuyue            | Xiao Shicheng           | Jiang Dongxu        | Shao Zhilin   | Zhang Zhongbao           |
| Finnland            | Iiro Sipola          | Esko Sinisalo           | Niklas Malmi        | Kim Malmi     | Oskar Ainola             |
| Italien             | Andrea Pilzer        | Amos Mosaner            | Daniele Ferrazza    | Roberto Arman | Sebastiano Arman         |
| Kanada              | Brendan Bottcher     | Evan Asmussen           | Landon Bucholz      | Bryce Bucholz | Parker Konschuh          |
| Norwegen            | Markus Snøve Høiberg | Magnus Nedregotten      | Steffen Mellemseter | Sander Rølvåg | Eirik Mjøen              |
| Schottland          | Kyle Smith           | Thomas Muirhead         | Kyle Waddell        | Kerr Drummond | Hamilton McMillan junior |
| Schweden            | Rasmus Wranå         | Jordan Wåhlin           | Daniel Lövstrand    | Axel Sjöberg  | Patric Mabergs           |
| Schweiz             | Dominik Märki        | Peter Daniel Schifferli | Paddy Käser         | Raphael Märki | Benoît Schwarz           |
| Tschechien          | Lukáš Klíma          | Marek Cemovsky          | Jan Zelingr         | Samiel Mokris | Jakub Splavec            |
| Vereinigte Staaten  | Stephen Dropkin      | Korey Dropkin           | Tom Howell          | Derek Corbett | Cameron Ross             |

### Round Robin
| Datum | Zeit  | Begegnung                                | Resultat |
| ----- | ----- | ---------------------------------------- | -------- |
| 3.3.  | 14:00 | Italien – Vereinigte Staaten             | 2:9      |
|       |       | Tschechien – Schweiz                     | 4:9      |
|       |       | Schweden – Norwegen                      | 9:2      |
|       |       | Volksrepublik China – Kanada             | 4:8      |
|       |       | Schottland – Finnland                    | 7:3      |
| 4.3.  | 09:00 | Schweiz – Volksrepublik China            | 6:7      |
|       |       | Vereinigte Staaten – Kanada              | 6:9      |
|       |       | Schottland – Italien                     | 6:5      |
|       |       | Finnland – Norwegen                      | 8:9      |
|       |       | Tschechien – Schweden                    | 5:8      |
|       | 19:00 | Norwegen – Tschechien                    | 10:4     |
|       |       | Italien – Finnland                       | 9:8      |
|       |       | Vereinigte Staaten – Volksrepublik China | 6:5      |
|       |       | Schweden – Schottland                    | 4:3      |
|       |       | Schweiz – Kanada                         | 6:7      |
| 5.3.  | 14:00 | Kanada – Schottland                      | 4:8      |
|       |       | Schweden – Volksrepublik China           | 8:4      |
|       |       | Finnland – Schweiz                       | 6:8      |
|       |       | Norwegen – Italien                       | 9:3      |
|       |       | Vereinigte Staaten – Tschechien          | 10:3     |
| 6.3.  | 09:00 | Schweden – Schweiz                       | 4:7      |
|       |       | Schottland – Vereinigte Staaten          | 11:8     |
|       |       | Italien – Kanada                         | 2:8      |
|       |       | Tschechien – Finnland                    | 7:6      |
|       |       | Volksrepublik China – Norwegen           | 5:7      |

| Datum | Zeit  | Begegnung                        | Resultat |
| ----- | ----- | -------------------------------- | -------- |
| 6.3.  | 19:00 | Schottland – Norwegen            | 3:6      |
|       |       | Schweiz – Italien                | 8:3      |
|       |       | Volksrepublik China – Tschechien | 8:3      |
|       |       | Kanada – Schweden                | 5:2      |
|       |       | Finnland – Vereinigte Staaten    | 3:7      |
| 7.3.  | 14:00 | Tschechien – Kanada              | 5:9      |
|       |       | Finnland – Schweden              | 4:8      |
|       |       | Norwegen – Vereinigte Staaten    | 7:6      |
|       |       | Schottland – Schweiz             | 8:6      |
|       |       | Italien – Volksrepublik China    | 7:8      |
| 8.3.  | 08:00 | Vereinigte Staaten – Schweden    | 4:8      |
|       |       | Volksrepublik China – Schottland | 2:6      |
|       |       | Kanada – Finnland                | 9:2      |
|       |       | Italien – Tschechien             | 5:11     |
|       |       | Norwegen – Schweiz               | 2:9      |
|       | 17:00 | Volksrepublik China – Finnland   | 10:9     |
|       |       | Kanada – Norwegen                | 10:7     |
|       |       | Tschechien – Schottland          | 4:9      |
|       |       | Schweiz – Vereinigte Staaten     | 7:8      |
|       |       | Schweden – Italien               | 11:3     |

| Platz | Team                | Spiele | Siege | Ndlg. |
| ----- | ------------------- | ------ | ----- | ----- |
| 1.    | Kanada              | 9      | 8     | 1     |
| 2.    | Schweden            | 9      | 7     | 2     |
| 3.    | Schottland          | 9      | 7     | 2     |
| 4.    | Norwegen            | 9      | 6     | 3     |
| 5.    | Vereinigte Staaten  | 9      | 5     | 4     |
| 6.    | Schweiz             | 9      | 5     | 4     |
| 7.    | Volksrepublik China | 9      | 4     | 5     |
| 8.    | Tschechien          | 9      | 2     | 7     |
| 9.    | Italien             | 9      | 1     | 8     |
| 10.   | Finnland            | 9      | 0     | 9     |

### Playoffs
|  | Page-Playoffs | Page-Playoffs | Page-Playoffs |          |   | Halbfinale | Halbfinale | Halbfinale |   |  | Finale | Finale     | Finale |
|  |               |               |               |          |   |            |            |            |   |  |        |            |        |
|  | 1             | Schweden      | 3             |          |   |            |            |            |   |  | 2      | Kanada     | 10     |
|  | 2             | Kanada        | 9             |          |   |            |            |            |   |  | 1      | Schweden   | 4      |
|  | 2             | Kanada        | 9             |          | 4 | Norwegen   | 4          |            |   |  | 1      | Schweden   | 4      |
|  |               |               |               |          |   |            | 4          |            |   |  |        |            |        |
|  |               |               | 1             | Schweden | 8 |            |            |            |   |  |        |            |        |
|  | 3             | Schottland    | 1             | Schweden | 8 | 8          | 4          | Norwegen   | 3 |  |        |            |        |
|  | 3             | Schottland    |               |          |   |            | 4          | Norwegen   | 3 |  |        |            |        |
|  | 4             | Norwegen      | 9             |          |   |            |            |            |   |  | 3      | Schottland | 7      |

### Endstand
| Platz | Land                |
| ----- | ------------------- |
| 1     | Kanada              |
| 2     | Schweden            |
| 3     | Schottland          |
| 4     | Norwegen            |
| 5     | Vereinigte Staaten  |
| 6     | Schweiz             |
| 7     | Volksrepublik China |
| 8     | Tschechien          |
| 9     | Italien             |
| 10    | Finnland            |

## Frauen

### Teilnehmerinnen
| Land               | Fourth             | Third            | Second               | Lead              | Alternate         |
| ------------------ | ------------------ | ---------------- | -------------------- | ----------------- | ----------------- |
| Italien            | Federica Apollonio | Giada Mosaner    | Chiara Zanotelli     | Stefania Menardi  | Anastasia Mosca   |
| Japan              | Sayaka Yoshimura   | Rina Ida         | Risa Ujihara         | Mao Ishigaki      | Natsuko Kobayashi |
| Kanada             | Jocelyn Peterman   | Brittany Tran    | Rebecca Konschuh     | Kristine Anderson | Nadine Chyz       |
| Norwegen           | Kristine Davanger  | Pia Trulsen      | Nora Hilding         | Julie Kjær Holnar | Ingvild Skaga     |
| Russland           | Anna Sidorowa      | Olga Zjablikova  | Wiktorija Moissejewa | Galina Arsenkina  | Alexandra Saitowa |
| Schottland         | Hannah Fleming     | Lauren Gray      | Alice Spence         | Abigail Brown     | Jennifer Martin   |
| Schweden           | Sara McManus       | Anna Huhta       | Marina Stener        | Sofia Mabergs     | Rosalie Egli      |
| Schweiz            | Melanie Barbezat   | Briar Hürlimann  | Mara Gautschi        | Janine Wyss       | Nadine Lehmann    |
| Tschechien         | Iveta Janatova     | Zuzana Hajkova   | Klara Savtonova      | Eva Malkova       | Petra Vinsova     |
| Vereinigte Staaten | Cory Christensen   | Elizabeth Busche | Anna Bauman          | Sonja Bauman      | Rebecca Funk      |

### Round Robin
| Datum | Zeit  | Begegnung                       | Resultat |
| ----- | ----- | ------------------------------- | -------- |
| 3.3.  | 09:00 | Tschechien – Kanada             | 10:3     |
|       |       | Italien – Schweden              | 2:10     |
|       |       | Japan – Russland                | 3:11     |
|       |       | Norwegen – Schottland           | 3:9      |
|       |       | Vereinigte Staaten – Schweiz    | 5:9      |
|       | 19:00 | Schweden – Norwegen             | 9:4      |
|       |       | Vereinigte Staaten – Tschechien | 4:8      |
|       |       | Kanada – Schottland             | 7:5      |
|       |       | Schweiz – Russland              | 8:10     |
|       |       | Italien – Japan                 | 4:6      |
| 4.3.  | 14:00 | Russland – Italien              | 11:9     |
|       |       | Tschechien – Schweiz            | 5:6      |
|       |       | Kanada – Norwegen               | 10:3     |
|       |       | Japan – Vereinigte Staaten      | 7:4      |
|       |       | Schweden – Schottland           | 7:8      |
| 5.3.  | 09:00 | Schottland – Vereinigte Staaten | 8:7      |
|       |       | Japan – Norwegen                | 9:5      |
|       |       | Schweiz – Schweden              | 2:9      |
|       |       | Russland – Tschechien           | 6:7      |
|       |       | Kanada – Norwegen               | 11:3     |
|       | 19:00 | Japan – Schweden                | 6:7      |
|       |       | Vereinigte Staaten – Kanada     | 4:8      |
|       |       | Tschechien – Schottland         | 3:8      |
|       |       | Italien – Schweiz               | 7:6      |
|       |       | Norwegen – Russland             | 3:10     |

| Datum | Zeit  | Begegnung                     | Resultat |
| ----- | ----- | ----------------------------- | -------- |
| 6.3.  | 14:00 | Vereinigte Staaten – Russland | 4:6      |
|       |       | Schweden – Tschechien         | 6:9      |
|       |       | Norwegen – Italien            | 8:4      |
|       |       | Schottland – Japan            | 7:5      |
|       |       | Schweiz – Kanada              | 4:11     |
| 7.3.  | 09:00 | Italien – Schottland          | 4:5      |
|       |       | Schweiz – Japan               | 4:10     |
|       |       | Russland – Kanada             | 6:10     |
|       |       | Tschechien – Norwegen         | 11:4     |
|       |       | Vereinigte Staaten – Schweden | 5:11     |
|       | 19:00 | Kanada – Japan                | 6:7      |
|       |       | Norwegen – Vereinigte Staaten | 9:8      |
|       |       | Schottland – Schweiz          | 5:7      |
|       |       | Tschechien – Italien          | 6:5      |
|       |       | Russland – Schweden           | 9:7      |
| 8.3.  | 12:30 | Norwegen – Schweiz            | 8:5      |
|       |       | Schottland – Russland         | 8:7      |
|       |       | Italien – Vereinigte Staaten  | 7:4      |
|       |       | Schweden – Kanada             | 7:5      |
|       |       | Japan – Tschechien            | 6:5      |

| Platz | Team               | Spiele | Siege | Ndlg. |
| ----- | ------------------ | ------ | ----- | ----- |
| 1.    | Schottland         | 9      | 7     | 2     |
| 2.    | Tschechien         | 9      | 6     | 3     |
| 3.    | Russland           | 9      | 6     | 3     |
| 4.    | Schweden           | 9      | 6     | 3     |
| 5.    | Japan              | 9      | 6     | 3     |
| 6.    | Kanada             | 9      | 6     | 3     |
| 7.    | Norwegen           | 9      | 3     | 6     |
| 8.    | Schweiz            | 9      | 3     | 6     |
| 9.    | Italien            | 9      | 2     | 7     |
| 10.   | Vereinigte Staaten | 9      | 0     | 9     |

Im Tiebreaker um den 3. Platz siegte  Schweden über die  Japan mit 6:4 und  Russland über  Kanada mit 11:10.

### Playoffs
|  | Page-Playoffs | Page-Playoffs | Page-Playoffs |          |   | Halbfinale | Halbfinale | Halbfinale |   |  | Finale | Finale     | Finale |
|  |               |               |               |          |   |            |            |            |   |  |        |            |        |
|  | 1             | Schottland    | 6             |          |   |            |            |            |   |  | 2      | Tschechien | 5      |
|  | 2             | Tschechien    | 5             |          |   |            |            |            |   |  | 1      | Schottland | 6      |
|  | 2             | Tschechien    | 5             |          | 2 | Tschechien | 6          |            |   |  | 1      | Schottland | 6      |
|  |               |               |               |          |   |            | 6          |            |   |  |        |            |        |
|  |               |               | 4             | Schweden | 5 |            |            |            |   |  |        |            |        |
|  | 3             | Russland      | 4             | Schweden | 5 | 5          | 4          | Schweden   | 4 |  |        |            |        |
|  | 3             | Russland      |               |          |   |            | 4          | Schweden   | 4 |  |        |            |        |
|  | 4             | Schweden      | 6             |          |   |            |            |            |   |  | 2      | Russland   | 7      |

### Endstand
| Platz | Land               |
| ----- | ------------------ |
| 1     | Schottland         |
| 2     | Tschechien         |
| 3     | Russland           |
| 4     | Schweden           |
| 5     | Japan              |
| 6     | Kanada             |
| 7     | Norwegen           |
| 8     | Schweiz            |
| 9     | Italien            |
| 10    | Vereinigte Staaten |